# Corno da caccia
Il corno da caccia è un aerofono a bocchino, usato originariamente in ambito venatorio e successivamente passato in ambito orchestrale e bandistico militare. Lo strumento è alla base del corno moderno.

## Caratteristiche
Il corno da caccia è molto simile alla tromba da caccia, dalla quale differisce ad ogni modo per avere un suono modulabile tramite un apposito pistone (nella tromba da caccia il suono è invece modulabile unicamente tramite le labbra sul bocchino), precursore dei pistoni dei moderni corni da orchestra. Altra differenza rispetto alla tromba da caccia è che il corno è accordato in Mi bemolle.
Quando dalla fine del XVII secolo iniziò a delinearsi l'uso concreto della tromba da caccia nelle battute con mute di cani, il corno da caccia venne sempre più relegato all'ambito della musica militare, in particolare nelle fanfare dei battaglioni dei cacciatori, affiancando le trombe d'ordinanza.